# Bawonifaoso (Teluk Dalam)
Bawonifaoso is een bestuurslaag in het regentschap Nias Selatan van de provincie Noord-Sumatra, Indonesië. Bawonifaoso telt 1364 inwoners (volkstelling 2010).